# 吉·哲塔四世
吉·哲塔四世（Chey Chettha IV，又譯「杰·杰塔四世」，1656年—1725年），柬埔寨黑暗時期的一位國王。曾四度在位：1675年-1695年，1696年-1699年，1701年-1702年，1705年-1706年。本名安索（អង្គសូរ，Ang Sor），越南史料稱之為匿螉秋。有些学者不将1672年至1673年期间的篡位者吉·哲塔认为是国王，因此将其序数称为“吉·哲塔三世”。
吉·哲塔四世是巴龙列谢八世之子，也是乔华二世之弟。1674年，越南阮主進攻柬埔寨，國王乔华二世逃跑，吉·哲塔四世向阮主投降。阮福瀕冊封其為真臘正國王，封安南二世為真臘副王。吉·哲塔四世駐紮在洛韦（越南史料稱龍澳），與安南二世一起，年年向阮主朝貢。
1688年，美湫的華人首領楊彥迪被副將黃進殺害。黃進隨後佔據美湫，反對阮主，並屯兵難溪，與柬埔寨對抗。吉·哲塔四世也建造防禦工程，並藉機不再向阮主朝貢。不久，阮福溙派兵殺死黃進，吉·哲塔四世被迫再度向阮主朝貢。
1695年，吉·哲塔四世傳位給乔华二世的兒子乌迭一世（Outey I）。不久乌迭一世死，吉·哲塔四世重祚為國王。
1698年，阮福淍派阮有鏡經略真臘（柬埔寨）。吉·哲塔四世舉兵反抗，阮有鏡進軍，攻佔金邊（越南史料稱南榮城）。吉·哲塔四世逃跑，安南二世之子安恩開城門投降。越南人便封安恩為國王，是為乔华三世。1701年，吉·哲塔四世向越南投降，被越南人重新立為國王。
1702年，吉·哲塔四世已年老的緣故，傳位給兒子托摩列谢三世，又把女兒嫁給了乔华三世。不久後，托摩列谢三世在暹羅兵的幫助下驅逐了乔华三世。乔华三世逃往嘉定（今胡志明市），向阮主求救。阮福淍派阮久雲擊敗暹羅軍隊，送乔华三世回到洛韦（越南史料稱羅碧城）。托摩·拉嘉三世逃往暹羅，吉·哲塔四世復位，至1706年再度傳位給托摩列谢三世。
1714年，在暹羅的幫助下，托摩列谢三世再度出兵，攻陷洛韦，包圍乔华三世。阮福淍派陳上川、阮久富出兵，將吉·哲塔四世和托摩列谢三世父子二人包圍在洛韦城中。父子二人畏懼，出奔暹羅。陳上川便立乔华三世為柬埔寨國王。